# Aguincho
Aguincho ist ein Dorf in der Region Beira, im nördlichen Landesinneren von Portugal.

## Geografie
Der Ort liegt in den westlichen Ausläufern der Serra de Estrela am Ufer der Ribeira de Alvoco, auf halbem Weg zwischen Vasco Esteves de Baixo und Fradigas. Aguinho befindet sich im Südosten des portugiesischen Kreises Seia.

## Verwaltung
Aguincho ist eine der fünf Ortschaften der Gemeinde Alvoco da Serra. Die weiteren Orte sind Outeiro da Vinha, Vasco Esteves de Baixo, Vasco Esteves de Cima, und der Gemeindehauptort Alvoco da Serra.
Aguinchos Gemeinde Alvoco da Serra gehört zum Kreis Seia, im Distrikt Guarda.

## Geschichte
Römer siedelten hier, wie 1884 in Aguincho gefundene Münzen und weitere Funde in der Gemeinde belegen. Der heutige Ort wurde nicht in der Stadtrechtsurkunde von Alvoco da Serra 1514 erwähnt und entstand vermutlich erst später. Aguincho gehörte zum Kreis Alvoco da Serra, bis dieser 1836 aufgelöst wurde, im Zuge der Verwaltungsreformen nach der Liberalen Revolution 1822 und dem folgenden Miguelistenkrieg. Eine Ortschaft in der Gemeinde von Alvoco da Serra ist Aguincho geblieben.

## Kultur und Sehenswürdigkeiten
In dem Dorf befindet sich die katholische Kapelle Capela de Nossa Senhora da Agonia. Sie ist als denkmalgeschützt eingetragen, eine genauere Qualifizierung steht noch aus.
Am Rosenmontag feiert man hier alljährlich das Dorffest Festa da Chouriça (port. für: Fest der Wurst). Am zweiten Julisonntag findet zudem ein kirchliches Fest statt, das der Schutzpatronin des Dorfes gewidmet ist, Nossa Senhora da Agonia (port. für: Unserer Lieben Frau der Agonie).